# Maximilián Pirner
Maximilián Pirner (Sušice, 13 febbraio 1854 – Praga, 2 aprile 1924) è stato un pittore ceco.
Ma è stato anche ritrattista, illustratore e professore all'Accademia delle Belle Arti. Le sue opere rientrano nell'ambito della pittura simbolista e dell'Art Nouveau. I suoi dipinti hanno quasi sempre un soggetto di carattere fantastico che contengono allo stesso tempo l'amore e la luce, il sinistro e minaccioso.

## Biografia
Dal 1872 al 1874 ha studiato presso l'Accademia di Belle Arti di Praga, poi a Vienna. Ha avuto Trenkwald come professore. Dal 1887 ha cominciato a insegnare presso l'Accademia di Belle Arti di Praga. Nel 1896 è stato nominato professore.

## Opere
Alcune delle sue opere più importanti sono: Finis, the end of all things (del 1887, conservata al museo di arte moderna di Praga), Hekate (1893), Girl in Her Nightie Walks on the Window-Ledge, Tentazione di San Gerolamo (1889), Medusa (1891), Daemon love (1893), Series Mythological Misalliances (1890), Homo Homini Lupus (1901), Allegory of death (1895), Allegoria dell'amore.